# Río Sereno
Río Sereno, également connu sous le nom de Sereno, est un chef-lieu du district de Renacimiento, dans la province de Chiriqui, en République du Panama.

## Présentation
Río Sereno est un village rural situé à la frontière avec le Costa Rica.
En tant que corregimiento, il couvre une étroite bande au nord du district de Renacimiento. Río Sereno est bordé au nord et à l'ouest par la frontière avec le Costa Rica (canton de Coto Brus dans la province de Puntarenas), au sud par le corregimiento de Cañas Gordas (es), à l'est par Santa Clara (Panama, Chiriqui) (es), Monte Lirio (es) et Plaza Caisán, et au nord-est par la province de Bocas del Toro (district de Changuinola).
On y produit du café, des tomates, des bananes, du paprika, de la viande, du lait, des haricots, du yucca, de la chayote, de la volaille et des porcins.